# Suore di San Giuseppe di Concordia
Le Suore di San Giuseppe (in inglese Sisters of St. Joseph of Concordia; sigla C.S.J.) sono un istituto religioso femminile di diritto pontificio.

## Storia
La congregazione si riallaccia alla fondazione fatta a Le Puy-en-Velay dal sacerdote gesuita Jean-Pierre Médaille.
Le origini della congregazione risalgono alla casa aperta nel 1883 a Concordia da un gruppo di suore di San Giuseppe provenienti dall'istituto di Rochester: nel 1887 Concordia fu innalzata alla dignità di sede vescovile (poi trasferita a Salina) e le suore passarono alle dipendenze del nuovo vescovo, che le costituì in congregazione autonoma.
L'istituto ottenne l'approvazione pontificia nel 1940.

## Attività e diffusione
Le suore si dedicano all'istruzione e all'educazione della gioventù e all'assistenza ad anziani, malati e bambini abbandonati.
Oltre che negli Stati Uniti d'America, sono presenti in Brasile; la sede generalizia è a Concordia, in Kansas.
Alla fine del 2015 l'istituto contava 125 religiose in 2 case.